# Pomatomus saltatrix
Pomatomus saltatrix (L.), chamada popularmente de enchova, anchova ou enchovinha, é um peixe teleósteo, percomorfo, que habita os mares quentes e temperados de todos os oceanos, exceto o Pacífico. Possui coloração olivácea no dorso e branca no ventre. Mede até um metro de comprimento e pesa até doze quilogramas. Nada em cardumes. Alimenta-se de peixes e crustáceos. 

## Etimologia
"Anchova", "enchova" e "enchovinha" vêm do genovês anciua.
- Commons
- Wikispecies